# آسائلی تویوواکا
آسائلی تویوواکا (انگلیسی: Asaeli Tuivuaka؛ زادهٔ ۲۲ دسامبر ۱۹۹۵) بازیکن راگبی ۷ نفره است.
وی در مسابقات کشوری و بین‌المللی در مجموع برندهٔ ۱ مدال طلا شده‌است.